# Tygodnik wędkarski
Tygodnik Wędkarski – pierwszy, bezpłatny, internetowy tygodnik wędkarski wydawany przez wydawcę: Krokus Sp. z o.o, adresowany do wszystkich zainteresowanych tym hobby. Pierwsze wydanie ukazało się w roku 1999.